# Сидоровка (Вологодская область)
Сидоровка — упразднённая в 2020 году деревня в Великоустюгском районе Вологодской области.
Входила в состав Орловского сельского поселения, с точки зрения административно-территориального деления — в Орловский сельсовет.
Расстояние по автодороге до районного центра Великого Устюга — 89 км, до центра муниципального образования Чернево — 14 км. Ближайшие населённые пункты — Курденьга, Томашево, Чекменево.
По данным переписи в 2002 году постоянного населения не было.